# تيد دونبار
تيد دونبار (بالإنجليزية: Ted Dunbar)‏ هو عازف قيثارة جاز وأستاذ جامعي أمريكي، ولد في 17 يناير 1937 في بورت أرثر في الولايات المتحدة، وتوفي في 29 مايو 1998 في نيو برونزويك في الولايات المتحدة بسبب سكتة.

## وصلات خارجية
- تيد دونبار على موقع IMDb (الإنجليزية)
- تيد دونبار على موقع ميوزك برينز (الإنجليزية)
- تيد دونبار على موقع أول ميوزيك (الإنجليزية)
- تيد دونبار على موقع ديسكوغز (الإنجليزية)